# ایوان بلیک
ایوان بلیک (انگلیسی: Yvonne Blake؛ زادهٔ ۱۷ آوریل ۱۹۴۰ - درگذشته ۱۷ ژوئیه ۲۰۱۸) یک طراح صحنه و لباس اهل اسپانیا بود.
از فیلم‌ها یا برنامه‌های تلویزیونی که وی در آن نقش داشته‌است می‌توان به ۴۵۱ درجه فارنهایت اشاره کرد.
وی همچنین برنده جوایزی همچون جوایز گویا شده‌است.